# Amphipteryx meridionalis
Amphipteryx meridionalis – gatunek ważki z rodziny Amphipterygidae.
Występuje w Hondurasie.